# MGP
MGP også kendt som Børnenes Melodi Grand Prix er en dansk sangkonkurrence for børn, som blev sendt første gang i 2000 på DR1. MGP er børneudgaven af den danske sangkonkurrence, Dansk Melodi Grand Prix og er for børn mellem 8 og 15 år. Konkurrencen blev afholdt første gang under navnet Børne1erens Melodi Grand Prix, og skiftede året efter, i 2001, navn til det nuværende navn, MGP.
Vinderen af den 25. og seneste konkurrence MGP 2025 blev børnegruppen Tempo fra Rødovre med sangen Lyst til at Hop'.

## MGP's udsendelser
MGP / Melodi Grandprix bliver sendt på DR1 og DR Ramasjang. Showet bliver ligeledes genudsendt på DR Ramasjang dagen efter showet.

## Format
Deltagerne skal være i alderen 8 til 15 år på tidspunktet for konkurrencen. De konkurrerende sange skal være selvskrevne og primært på dansk. Den maksimale længde for de konkurrerende sange er 3 minutter, og der må højst være 6 personer på scenen under en konkurrerende optræden.

## Historie
I DR's ungdomsprogram ZigZag var der siden starten af 1990'erne afholdt ungdomsmelodigrandprix, som var en forløber til MGP. Her skulle deltagerne selv komponere og fremføre deres originale værker og blev ikke hjulpet af tilskikkede producere. Mange kendte navne har debuteret i tv i denne konkurrence.[kilde mangler]
I 2002 havde idéen fanget så godt an, at den blev udvidet til at gælde hele Norden, da der i samarbejde med Sverige og Norge blev afholdt et MGP Nordic. I 2003 blev MGP endnu større, idet der i samarbejde med EBU blev afholdt et europæisk MGP i Forum i København den 15. november 2003. Det fik betegnelsen Junior Eurovision Song Contest. Denne europæiske udgave voksede sig hurtigt stor, men i 2006 gik Danmark, og Norge ud af det fælleseuropæiske MGP og genoptog MGP Nordic i protest mod behandlingen af børnene i den europæiske udgave.
I 2007 blev det nordiske samarbejde om MGP Nordic udvidet til også at omfatte Finland. De fire lande deltog med hver to sange i den nordiske finale, der blev afholdt den 24. november i Oslo. I 2010 var der ikke noget MGP Nordic, da Sverige trak sig ud og i stedet sendte deres vinder til Junior Eurovision Song Contest.

## Vindere af MGP
| År   | Sang                       | Kunstner          | Værter                                                        | Sted                            | Dato               |
| ---- | -------------------------- | ----------------- | ------------------------------------------------------------- | ------------------------------- | ------------------ |
| 2000 | "Sort sort snak"           | FemininuM         | Camilla Ottesen, Peter Palshøj og Vera[kilde mangler]         | Søborg (TV-Byen)                | 13. april 2000     |
| 2001 | "Du har brug for mig"      | Sisse Søby        | Camilla Ottesen og René Dif                                   | Søborg (TV-Byen)                | 7. april 2001      |
| 2002 | "Kickflipper"              | Razz              | Camilla Ottesen, Gordon Kennedy og Nikolaj Kirk               | København (Studie 3 - TV-Byen)  | 23. marts 2002     |
| 2003 | "Arabiens drøm"            | Anne Gadegaard    | Camilla Ottesen og Gordon Kennedy                             | København (Studie 3 - TV-Byen)  | 3. maj 2003        |
| 2004 | "Pigen er min"             | Cool Kids         | Mads Lindemann og Christine Milton                            | København (Studie 3 - TV-Byen)  | 25. september 2004 |
| 2005 | "Shake, shake, shake"      | Nicolai Kielstrup | Jacob Riising og Marie Dalsgaard Rønn                         | Aarhus (DR i Aarhus)            | 17. september 2005 |
| 2006 | "Tro på os to"             | SEB               | Signe Lindkvist og Bruno                                      | Aarhus (DR i Aarhus)            | 16. september 2006 |
| 2007 | "Til solen står op"        | Amalie Høegh      | Jeppe Vig Find og Bruno                                       | Aarhus (DR i Aarhus)            | 15. september 2007 |
| 2008 | "En for alle, alle for en" | The Johanssons    | Jacob Riising og Bruno                                        | Aarhus (Musikhuset Aarhus)      | 20. september 2008 |
| 2009 | "Kun min"                  | Pelle B           | Mikkel Kryger Rasmussen og Sofie Linde Lauridsen              | Aarhus (DR i Aarhus)            | 26. september 2009 |
| 2011 | "Tro på dig selv"          | Chestnut Avenue   | Peter Mygind                                                  | Ballerup (Ballerup Super Arena) | 5. marts 2011      |
| 2012 | "Jeg bli’r ved"            | Energy            | Jacob Riising og Sofie Lassen-Kahlke                          | Aalborg (Gigantium)             | 28. januar 2012    |
| 2013 | "Den første autograf"      | Kristian          | Jacob Riising, Szhirley og Ole Thestrup                       | Herning (Jyske Bank Boxen)      | 2. februar 2013    |
| 2014 | "Du ser den anden vej"     | Emma Pi           | Martin Brygmann og Sofie Linde ingversen                      | Odense (Arena Fyn)              | 15. marts 2014     |
| 2015 | "Du du du"                 | Flora Ofelia      | Søren Rasted, Joakim Linde Ingversen og Sofie Linde Ingversen | Aalborg (Gigantium)             | 14. februar 2015   |
| 2016 | "Bar' for vildt"           | Ida og Lærke      | Joakim linde Ingversen og Sofie Østergaard                    | Horsens (Forum Horsens)         | 20. februar 2016   |
| 2017 | "Frikvarter"               | Bastian           | Sofie Østergaard og Barbara Moleko                            | Herning (Jyske Bank Boxen)      | 4. marts 2017      |
| 2018 | "Til næste år"             | Mille             | Mette Lindberg og Kristian Gintberg                           | Aalborg (Gigantium)             | 17. februar 2018   |
| 2019 | "Bedste veninder"          | SODA              | Silja Okking og Joakim Ingversen                              | Herning (Jyske Bank Boxen)      | 2. marts 2019      |
| 2020 | "Ingen plan b"             | Liva              | Kristian Gintberg og Joakim Ingversen                         | København (Royal Arena)         | 29. februar 2020   |
| 2021 | "Ikke som de andre piger"  | Emilie            | Jacob Riising og Anna Lin                                     | København (Studie 5 - DR Byen)  | 27. februar 2021   |
| 2022 | "Hater"                    | Emma              | Anna Lin og Stephania Potalivo                                | Herning (Jyske Bank Boxen)      | 26. februar 2022   |
| 2023 | "Det' bare tanker"         | Sophia            | Stephania Potalivo og Jonas Madsen                            | Næstved (Arena Næstved)         | 18. februar 2023   |
| 2024 | "Stop!"                    | Naya              | Jonas Madsen og Onkel Reje                                    | København (DR Koncerthuset)     | 24. februar 2024   |
| 2025 | “Lyst til at hop' ”        | Tempo             | Jonas Madsen og Sælma Alakhir                                 | Herning (Jyske Bank Boxen)      | 22. februar 2025   |